# Куроиси
Куроиси (яп. 黒石市 Куроиси-си) — город в Японии, находящийся в префектуре Аомори. Площадь города составляет 216,96 км², население — 35 509 человек (1 августа 2014), плотность населения — 163,67 чел./км².

## Географическое положение
Город расположен на острове Хонсю в префектуре Аомори региона Тохоку. С ним граничат города Аомори, Хиракава, посёлок Фудзисаки и село Инакадате.

## Население
Население города составляет 35 509 человек (1 августа 2014), а плотность — 163,67 чел./км². Изменение численности населения с 1980 по 2005 годы:
| 1980 | 40 755 чел. |  |
| 1985 | 40 501 чел. |  |
| 1990 | 39 213 чел. |  |
| 1995 | 39 004 чел. |  |
| 2000 | 39 059 чел. |  |
| 2005 | 38 455 чел. |  |

## Символика
Деревом города считается клён, цветком — цветок яблони, птицей — Motacilla grandis.